# Hans Birch Dahlerup

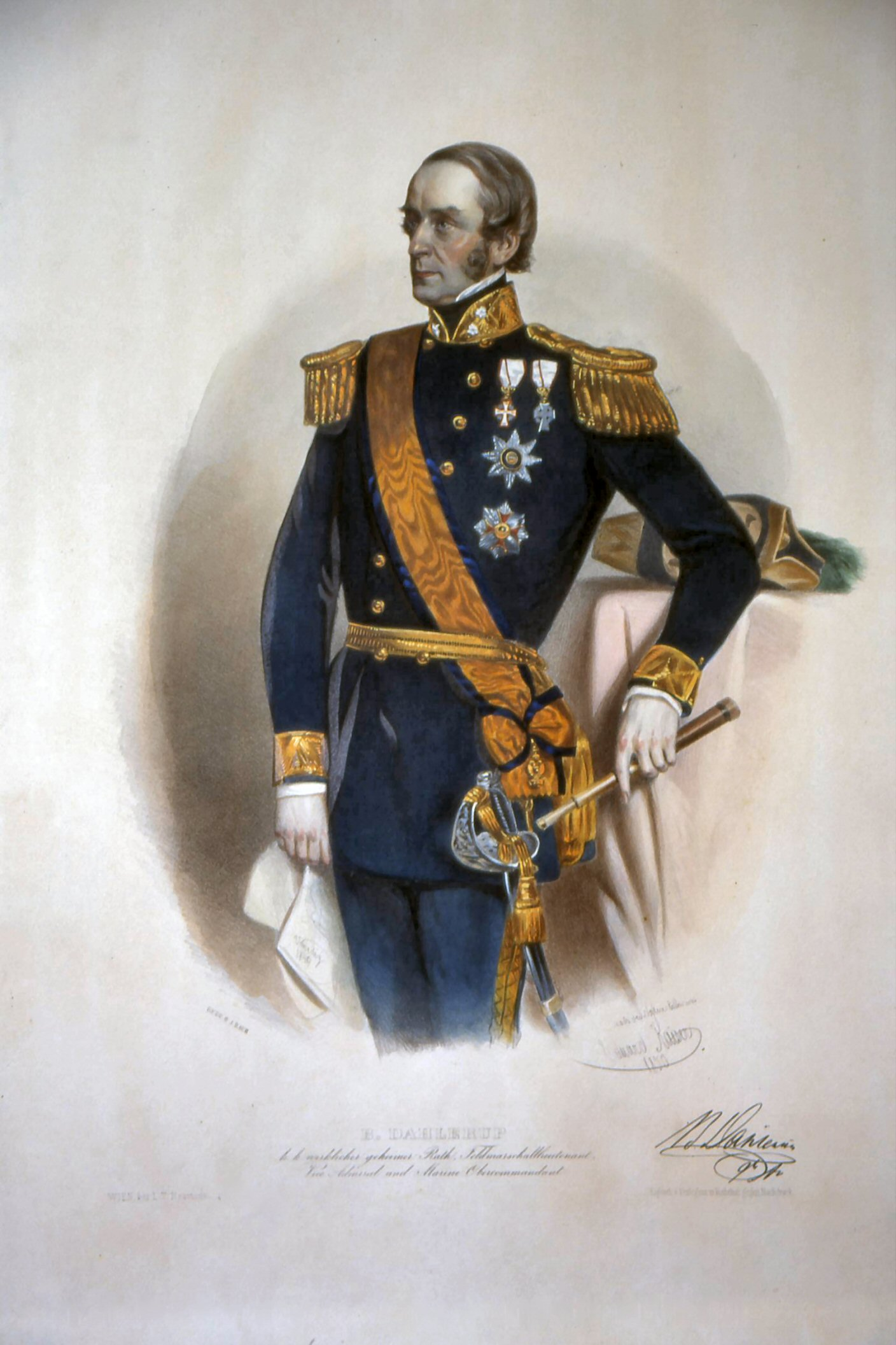
Hans Birch Dahlerup, Lithografie von Eduard Kaiser, 1850

Hans Birch Dahlerup, ab 1851 Freiherr von Dahlerup (* 25. August 1790 in Hillerød, Dänemark; † 26. September 1872 in Kopenhagen) war ein dänischer Seeoffizier, der von 1849 bis 1851 als österreichischer Vizeadmiral und Kommandant der österreichischen Marine tätig war.

## Leben
Hans Dahlerup, der Sohn des Postmeisters von Hillerød, absolvierte die dänische Seekadetten-Akademie und bestand 1804 die Offiziersprüfung mit Auszeichnung. Noch nicht ganz 16 Jahre, wurde er zum Offizier ernannt und sogleich bei Ausbruch des Krieges gegen England eingeschifft. Am 21. März 1808 wurde das Linienschiff „Prinz Christian“ vor der Nordspitze Seelands von zwei britischen Linienschiffen und drei Fregatten angegriffen, auf Grund gesetzt und gekapert. Der junge Seeoffizier musste als Gefangener nach England gehen. Nach Entlassung aus der Gefangenschaft trat er sogleich wieder seinen Dienst an und war in der Folgezeit fast ständig auf See. Da der Krieg noch bis 1812 dauerte, war er mehrfach an Kampfhandlungen beteiligt, in deren Verlauf er noch zweimal in britische Gefangenschaft geriet. Nach dem Krieg erwarb sich der 1813 zum Oberleutnant und 1819 zum Kapitänleutnant beförderte Seemann durch Dienst auf Handelsschiffen reiche Erfahrungen und vertiefte Navigationskenntnisse. Von 1822 bis 1826 erlangte er als Artillerielehrer an der Marine-Akademie einen hervorragenden Ruf. Anschließend war er als Kommandant verschiedener Schiffe auf See. In dieser Zeit führte er auch eine große Fahrt nach New York und Westindien durch. 1838 hatte er die ehrenvolle Aufgabe, den berühmten Bildhauer Bertel Thorvaldsen und dessen Werke von Italien nach Dänemark zu bringen. Auch als Fachschriftsteller konnte er sich einen Namen machen.

## In österreichischen Diensten
Ende 1848 erhielt der indessen schon zum Kommodore aufgerückte Offizier vom dänischen Marineministerium das Angebot übermittelt, in österreichische Dienste zu treten, um die kaiserlich-königliche Marine zu reorganisieren. Er entschloss sich, den Auftrag anzunehmen und ging im Februar 1849 nach Österreich. Er wurde in Olmütz vom jungen Kaiser Franz Joseph persönlich empfangen, zum Marinekommandanten ernannt und zugleich zum Vizeadmiral und Feldmarschallleutnant befördert. An der Adria angekommen, sah er sich der schwierigen Aufgabe gegenüber, aus den Resten der teilweise zu den italienischen Aufständischen übergegangenen österreichischen Flotte eine neue Seemacht zu bilden. Durch sein bestimmtes Auftreten und seine überlegenen Kenntnisse gelang es ihm bald, Respekt zu erlangen und die Arbeit in Gang zu setzen. Mit großer Energie machte er sich ans Werk und konnte in kurzer Zeit die Einsatzfähigkeit soweit wiederherstellen, dass eine wirksame Blockade Venedigs möglich wurde. Er richtete eine Flottenbasis in Triest ein und unterstützte mit den von ihm zusammengefassten Resten der Flotte den Kampf der Truppen Radetzkys. Nach Kriegsende widmete er alle Kräfte der Reorganisation der Marine. Der Marinestützpunkt Triest wurde weiter ausgebaut und ein neuer in Pola errichtet. Neue Schiffe wurden auf Kiel gelegt, ein Marineinfanteriekorps gebildet, eine Offiziersschule gegründet und moderne Vorschriften verfasst. Er führte die deutsche Kommandosprache ein, bekämpfte die aus venezianischer Zeit überkommene „Dornröschenschlafkrankheit“ und förderte eine saubere und effiziente Verwaltung. Zu seiner Unterstützung holte er sich einige ihm bekannte deutsche und nordische Seeoffiziere (z. B.: Erik af Klint und Ferdinand Julius Wedel-Jarlsberg). Natürlich ging das alles nicht ohne Reibungen ab. Auch an Sensibilität für die andersartige Mentalität der Untergebenen dürfte es ihm gelegentlich gemangelt haben. So machte sich auch nach einiger Zeit Widerstand gegen den erfolgreichen Ausländer breit. 1851 waren die Intrigen gegen ihn so weit fortgeschritten, dass er beschloss, seinen Abschied zu nehmen und nach Dänemark zurückzukehren. Als Abschiedsgeschenk des Kaisers erfolgte noch seine Erhebung in den Freiherrenstand. Doch in seiner Heimat angekommen, erlebte der neu ernannte Freiherr eine große Enttäuschung. In Kopenhagen konnte oder wollte man das seinerzeitige Versprechen, ihn nach seiner Rückkehr mit einem entsprechenden Rang wiedereinzustellen, nicht einhalten. Erzherzog Ferdinand Max, der Bruder des Kaisers und spätere Kaiser von Mexiko, war im Jahre 1854 Marine-Kommandant geworden. Er forderte ihn 1861 als Chef der Marinesektion auf, als sein Berater nach Triest zurückzukehren. Dahlerup folgte diesem Ruf gerne. Nach kurzer arbeitsreicher Zeit an der Seite des Erzherzogs traf es ihn hart, dass Österreich 1864 in einen Krieg gegen seine Heimat Dänemark verwickelt wurde. Zwar wurde alles getan, um für ihn einen Loyalitätskonflikt zu vermeiden. Aber er wollte klare Verhältnisse haben und quittierte den Dienst. Seine letzten Lebensjahre verbrachte er in der Umgebung Kopenhagens.
Hans Birch Dahlerup starb 1872 im Alter von 82 Jahren in der Kommune Frederiksberg und wurde auf dem Holmens Kirkegård in Kopenhagen beigesetzt.